# 武藤彩芽
武藤 彩芽（むとう あやめ、1996年（平成8年）8月31日 - ）は、日本のフリーアナウンサー、気象キャスター。元モデルである。セント・フォース所属。

## 略歴
2015年、大学在学中に、北海道日本ハムファイターズのチアリーディングチーム「ファイターズガール」のオーディションを受け合格し、ファイターズガールデビュー。
2016年までの2年間ファイターズガールを務め、2017年の札幌コレクション2017にて、同イベントスタッフにスカウトされ、翌2018年、札幌コレクション2018にてランウェイデビュー。モデル事務所Apasに所属し、同年、雑誌「CanCam」より北海道親善大使に任命され、『キレイウォーク』（FiNC）や『私の手にしかできない仕事』（リジョブ）などの広告宣伝に出演した。
モデル活動後の2020年1月、アナウンサーへの思いが強かったことから気象情報会社ウェザーニューズのウェザーニュースLiVEキャスター採用に応募し合格。同年4月5日にウェザーニュース公式Twitterにて、同期入社の内田侑希と共に視聴者へのお披露目が行われ、同年4月7日の『ウェザーニュースLiVE・コーヒータイム（11時 - 12時30分）』に出演しキャスターデビュー。
2022年3月25日、番組内にて、ウェザーニュースLiVEを卒業することを発表。同年3月30日の『ウェザーニュースLiVE・イブニング』をもって卒業した。
同年3月31日、自身のInstagramで結婚したことを発表。
2022年9月12日、セント・フォースに所属することを発表した。同月26日放送の『グッド!モーニング』（テレビ朝日制作）にて気象予報士の依田司の代役として出演した。
2025年1月16日、自身のInstagramにて、第1子（女児）を出産したことを発表した。

## 人物
- 北海道札幌市に生まれる[16]。北海高等学校[17]、藤女子大学人間生活学部卒業[18]。
- 幼少期から学生時代までいわゆる「転勤族」であり、函館、小樽、帯広、札幌と道内を転居しながら過ごす[16]。妹1人・弟2人の長女である[19]、
- 小学校3年生の頃よりダンスに打ち込むようになり[20]、ヒップホップやジャズダンス、日本舞踊などの経験がある[21]。中・高時代は吹奏楽部に所属していたため、トロンボーンが吹ける[22]。
- ウェザーニュースキャスター時代の愛称は「あーちゃん」で公式ツイッターによるお披露目放送にて発表された[16]。ファイターズガール時代の愛称が「あやめんでぃ」であったことから、あやめんでぃとも呼ばれていた[23]。
- 犬好きであり、自宅でペキプー（ペキニーズとトイプードルのミックス犬）の「のりすけ」を飼っている。
- 学生時代に結婚式場や[24]寿司店[25]、ラムしゃぶ店などでのアルバイト経験がある他[26]、モデル時代にレッドブルガールをしていたことがある[27]。
- 所持資格は普通自動車免許[28]、防災士[29]、実用英語技能検定準2級[29]。
- ウェザーニュースLiVE出演時は視聴者より「自由の女神」の絵文字が使われていた。

### 嗜好・趣味
- 好きな食べ物は寿司、盛岡冷麺[30]、ピザ[31]、ロイズのポテトチップチョコレート[32]。
- 苦手な食べ物はパクチー[33]、苦いもの。ブラックコーヒーやビールなどの苦い飲料も苦手である[34]。アルコールを摂ると足がつってしまうとのことで、アルコール飲料も普段は飲まない[35]。
- 好きな色はグリーン[36]、パープル[34]。パーソナルカラー診断によるベストカラーは「アイボリー」、セカンドベストカラーは「グリーン」[36]。
- ゴルフが趣味であり、休日には度々足を運んでいる[37]。始めたのは大学生の頃からで、現在のベストスコアはレディスティーで93とのことである[38]。

## 出演

### CM
- JR東海
  - 年末年始のぞみ予報（2023年11月21日 - ）[39][40]
  - お盆のぞみ予報（2024年5月 - 8月）[41][42]

### 過去の出演番組
- めざましテレビ（2016年6月3日、フジテレビ） - 「カワイすぎるチアガール」
- イチオシ!モーニング（2016年、北海道テレビ） - 「Fナビ」
- トレ高OK!（2018年、北海道文化放送）
- SparkleSparkler（2018年、エフエム北海道）
- FiNC『キレイウォーク』（2018年 - ) - PV出演
- リジョブ（2018年 - ）- WEB限定CM
- 雑誌 POROCO（2018年5月号 - ）
- SAPPORO COLLECTION 2018（2018年4月28日、北海道立総合体育センター）
- BACKSTAGE（2021年1月17日、TBS） - ゲスト出演
- 東大王（2021年6月2日、TBS） - 芸能人チームとして出演[43]。
- 週刊さんまとマツコ（2022年1月16日、TBS） - ゲスト出演[44]。
- 諸見里しのぶ 実践ゴルフテク（2024年2月分ゲスト、BS11）

### ネット配信
- ウェザーニュースLiVE（2020年4月 - 2022年3月） - キャスター出演
  - ウェザーニュースLiVE・サンシャイン - 2020年4月16日 -
  - ウェザーニュースLiVE・コーヒータイム - 2020年4月7日 -
  - ウェザーニュースLiVE・アフタヌーン - 2020年9月3日 -
  - ウェザーニュースLiVE・イブニング - 2020年9月4日 - 2022年3月30日
  - ウェザーニュースLiVE・ムーン - 2021年3月7日 -